# Тойода Міцуйо
Міцуе Тойода (яп. 豐田光江; 15 лютого 1902, Японія — 25 серпня 2016, Кіцукі, Ойта, Японія) — повністю верифікована японська супердовгожителька. До 30 серпня 2022 входила в топ-100 найстаріших повністю верифікованих людей в історії.. Її вік складав 114 років 192 дні.

## Життєпис
Міцуе Тойода народилася 15 лютого 1902 року. Жила у місті Кіцукі, Ойта, Японія і дожила до 114 років і 192 днів.